# Espuma de plástico microcelular

Microfotografía de plástico microcelular desarrollado en el Instituto Indio de Tecnología de Delhi.

La espuma de plástico microcelular (en inglés Microcellular plastic foam) es un plástico que ha sido espumado dando lugar a células y microporos.

## Definición
La definición más frecuente del término habla de espuma con poros de un tamaño de 10 micras de diámetro (si bien, normalmente suelen oscilar entre 0.1 y 100 micras). Dado que las células son tan pequeñas, para el ojo humano la espuma tiene la apariencia de plástico sólido. Las espumas microcelulares se crean con un rango de densidad de entre 5 - 99% del material base. La espuma convencional contiene células con un diámetro de entre 100 y 500 micras y una densidad de entre 0.3 y 50% del material virgen.

## Principio
La mayoría de plásticos microcelulares se crean por medio de un proceso denominado Proceso de espumado en estado sólido (del inglés Solid-State Foaming Process), mediante el cual se satura termoplástico con un gas inerte a una presión elevada. El gas se disuelve en el plástico, absorbiéndolo como si se tratara de una esponja. Si se elimina el plástico de la cavidad a altas presiones se crea una inestabilidad termodinámica. Calentando el polímero por encima de la temperatura efectiva de transición a cristal (de la mezcla polímero/gas) entonces se consigue el espumado del plástico, creando una estructura muy uniforme de miniburbujas.

## Propiedades
La estructura resultante de este proceso y la composición uniforme del plástico disponen de unas propiedades mecánicas mejores en comparación con los materiales espumados convencionales. También hay beneficios medioambientales mediante el uso de este proceso, pues a diferencia de la mayoría de materiales espumados, durante este proceso no se usan gases.
Otras ventajas adicionales son el ahorro de material, y consecuentemente de peso, y una reducción drástica del tonelaje necesario a aplicar en la máquina de inyección.

## Investigación en curso
Investigaciones recientes en la Universidad de Washington han conseguido elaborar espumas nanocelulares, caracterizadas por tamaños de celda en un rango de entre 20 y 100 nanómetros.

## MuCell
Los plásticos microcelulares son usados actualmente en la industria por el moldeo por inyección y termoplásticos creados bajo el nombre comercial MuCell.